# Красногородський район
Красногоро́дський район (рос. Красногородский район) — муніципальне утворення у складі Псковської області, Російська Федерація.
Адміністративний центр — селище міського типу Красногородськ. Район включає 7 муніципальних утворень.

## Географія
Район на північному заході межує з Питаловським, на півночі — з Островським, на північному сході і сході — з Пушкіногорським, Опочецьким, на півдні — з Себезьким районами Псковської області РФ; на заході — з Карсавським і Цибльським краями Латвії.
Площа 1320 км².
Основна річка — Синюха.
На території району розташовані озера: Високе чи Татаринське (4,0 км², глибиною до 2,5 м), Пітель (3,8 км², глибиною до 4,5 м), Синє чи Зілезерс (1,9 км², глибиною до 6 м), Паїнське (1,1 км², глибиною до 3,8 м), Риже чи Покровське (1,1 км², глибиною до 4 м), Малоліска чи Ночовське (1,05 км², глубиною до 1,2 м) на південний захід от Красногородська та ін.